# Minaret Ziyar
Le minaret Ziyar est un minaret historique de la Province d'Ispahan en Iran. Il est situé à 33 km à l'est de la ville d'Ispahan près du village Ziyar sur la rive sud du Zayandeh rud. Le minaret fait 51 m de haut, il s'agit du second plus haut minaret de la Province d'Ispahan après le minaret Sarban et le seul minaret à trois étages de la province, dont la taille n'a pas diminué avec le temps. Aucune date de construction n'est indiquée sur ses inscriptions en Kufi, mais en raison de ses similitudes avec les minarets de l'ère Seldjoukide, on estime qu'il a été construit au XIIe siècle. La coupole du minaret a des tuiles turquoise.
L'escalier en colimaçon du minaret existe toujours et on peut y monter. Depuis le 3e étage, on peut voir la mosquée et minaret Barsian.